# 862
| 862                |
| ------------------ |
| Dødsfald - Fødsler |
|                    |

| Gregoriansk kalender | 862 DCCCLXII            |
| Ab urbe condita      | 1615                    |
| Armensk kalender     | 311 ԹՎ ՅԺԱ              |
| Kinesiske kalender   | 3558 – 3559 辛巳 – 壬午 |
| Etiopisk kalender    | 854 – 855               |
| Jødisk kalender      | 4622 – 4623             |
| Hindukalendere       |                         |
| - Vikram Samvat      | 917 – 918               |
| - Shaka Samvat       | 784 – 785               |
| - Kali Yuga          | 3963 – 3964             |
| Iransk kalender      | 240 – 241               |
| Islamisk kalender    | 248 – 249               |

Se også 862 (tal)

## Begivenheder
- 29. maj - i Novgorod grundlægger vikingehøvdingen Rurik det første russiske fyrstedynasti

## Dødsfald
- 2. juli – Svithun af Winchester, engelsk biskop (ukendt fødselsår).

| År | Spire Denne artikel om et år, årti, århundrede eller årtusinde er en spire som bør udbygges. Du er velkommen til at hjælpe Wikipedia ved at udvide den. |